# Труко Росато (Торино)
Труко Росато је насеље у Италији у округу Торино, региону Пијемонт.
Према процени из 2011. у насељу је живело 72 становника. Насеље се налази на надморској висини од 618 м.